# Arboretum Dubrava

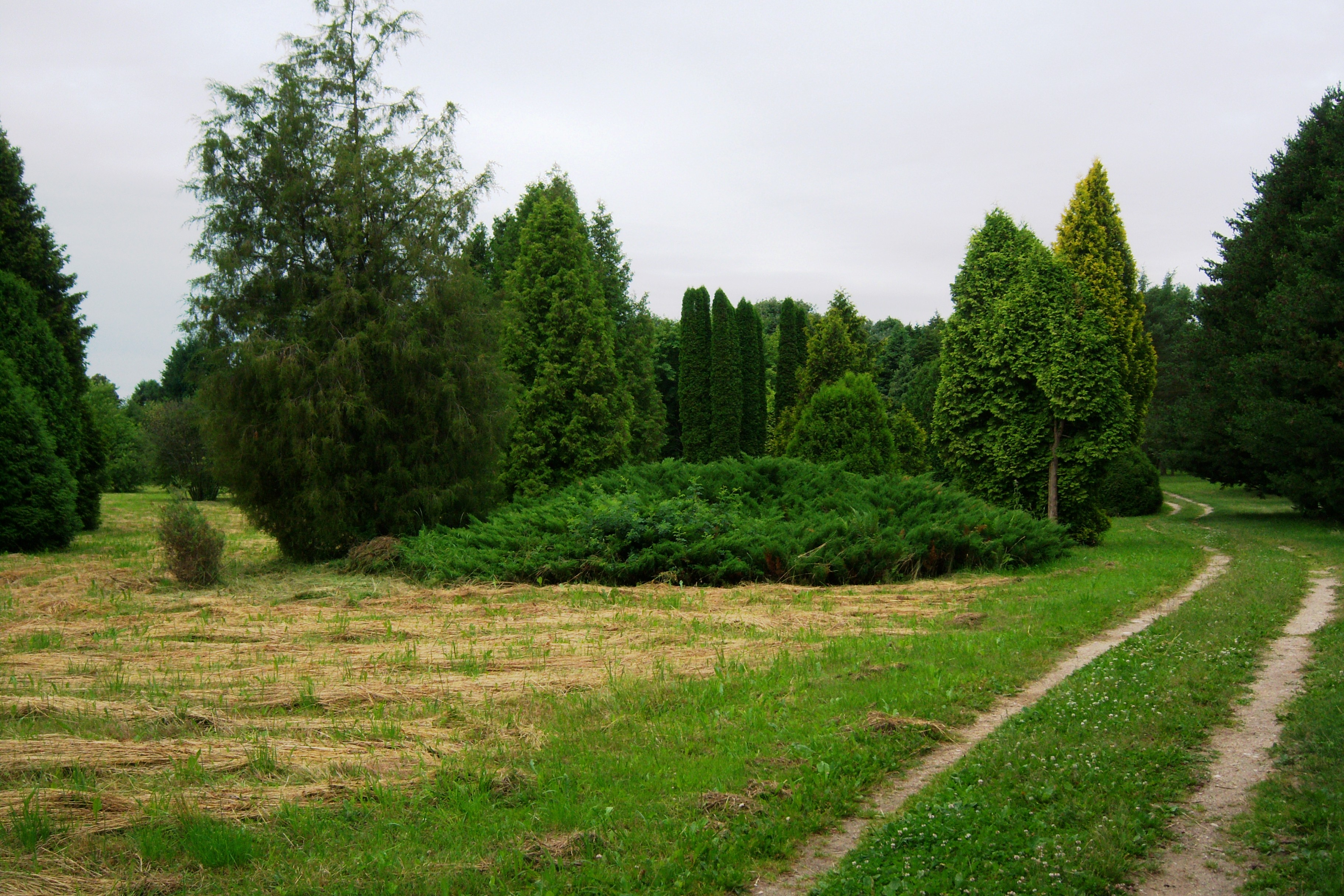
Arboretum Dubrava

Das Arboretum Dubrava ist ein Zentrum für Introduktion und Erforschung der Dendroflora in Girionys, in der Rajongemeinde Kaunas, Litauen, an der Fernstraße RK1902 (Vaišvydava–Girionys–Žiegždriai). Hier werden die dendrologischen Sammlungen geschützt. Das Territorium des Arboretums beträgt 51,5 Hektar. Es gibt mehr als 1.000 taxonomische Einheiten (Arten, Unterarten, Varietäten und Kultivare) der Pflanzen.

## Geschichte
Das Arboretum wurde 1958 errichtet. Damals war es eine Abteilung der Forstforschungsstation Dubrava. Jetzt gehört es der Oberförsterei Dubrava. 2000 wurde der Status der dendrologischen Kollektion vom Umweltministerium Litauens verliehen. Seitdem ist es ein Objekt des Naturerbes. Von 2004 bis 2006 wurde eine wertvolle Exposition der seltenen Pflanzen an der Forsthochschule eingerichtet. Unter den diesen Pflanzen gibt es viele Arten und Sorten, die im Arboretum noch nicht gepflanzt wurden. 2006 baute man ein neues Verwaltungs- und Laborgebäude, der speziell für wissenschaftliche und pädagogische Aktivitäten ausgestattet ist.